# Agiaden
Die Agiaden (altgriechisch Ἀγιάδαι Agiádai) waren neben den Eurypontiden eines der beiden Königshäuser des antiken Sparta.
Sie führten sich auf den mythischen Herakles-Nachkommen Eurysthenes zurück, waren aber nach dessen Sohn, Agis I., benannt.
Die Agiaden galten als das vornehmere Geschlecht und waren (vor allem in klassischer Zeit) im politischen Leben von Sparta auch dominanter als die Eurypontiden; aus ihren Reihen stammten viele bedeutende Könige wie Kleomenes I., Leonidas I. oder der Regent und Feldherr von Plataiai Pausanias.

## Stammbaum
```
                                 
Eurysthenes

                                      |
                                      |
                                   
Agis I.

                                      |
                                      |            
                                 
Echestratos
     
                                      |
                                      |
                                   
Labotas

                                      |
                                      |
                                  
Doryssos

                                      |
                                      |
                                 
Agesilaos I.

                                      |
                                      |
                                  
Menelaos

                                      |
                                      |
                                  
Archelaos

                                      |
                                      |
                                  
Teleklos

                                      |
                                      |
                                  
Alkamenes

                                      |
                                      |
                                  
Polydoros

                                      |
                                      |
                                  
Eurykrates

                                      |
                                      |
                                  
Anaxandros
 ⚭ 
Leandris

                                             |
                                             |
                                        
Eurykratidas

                                             |
                                             |
                                            
Leon

                                             |
                                             |
                              1. Frau ⚭ 
Anaxandridas II.
 ⚭ 2. Frau
     _________________________________|___           |
    |                    |                |          |
 
Dorieus
            
Kleombrotos
           |     
Kleomenes I.

    |           _________|_               |          |
    |          |           |              |          |

Euryanax
   
Nikomedes
   
Pausanias
     
Leonidas I.
 ⚭ 
Gorgo

                   ________|__                   |
                  |           |                  |
             
Pleistoanax
   
Kleomenes
        
Pleistarchos

      ____________|
     |            |
 
Pausanias
   
Aristodemos

     |________________
     |                |
 
Agesipolis I.
   
Kleombrotos I.

       _______________|
      |               |
 
Agesipolis II.
   
Kleomenes II.

           ___________|
          |           |
      
Akrotatos
   
Kleonymos

          |           |
          |           |
       
Areus I.
   
Leonidas II.
 ⚭ 
Kratesikleia

      ____|                    |____________________________________________________
     |                         |                      |                             |
 
Akrotatos
 ⚭ 
Chilonis
   
Kleomenes III.
 ⚭ 
Agiatis
   
Chilonis
 ⚭ 
Kleombrotos II.
   
Eukleidas

           |                                    ____________|
           |                                   |            |
       
Areus II.
                           
Agesipolis
   
Kleomenes

                                               |
                                               |
                                          
Agesipolis III.
```